# EuroVelo
EuroVelo er et europæisk netværk af langdistance-cykelruter med en samlet længde på over 70.000 km. Ruterne er ligesom Danmarks nationale cykelruter udviklet for at fremme cykelturismen, men målgruppen inkluderer også lokale cyklister, som kan bruge dele af ruterne til kortere ture i hverdagen. De 16 EuroVelo-ruter, som forgrener sig over det meste af det europæiske kontinent fra Middelhavet til Nordkap, er udviklet af paraplyorganisationen for de europæiske cyklistforbund, European Cyclists’ Federation (ECF). Ruterne bygger så vidt muligt på eksisterende nationale cykelruter. Der er dog stadig dele af netværket, hvor ruterne endnu ikke er helt færdigetableret med skiltning osv., der lever op til EuroVelo-kravene. Organisationen har dog som målsætning, at hele EuroVelo-netværket er fuldt ud etableret i løbet af 2020.
EuroVelo-organisationen godkender ruterne ud fra et klassificeringssystem for standarden af infrastruktur og faciliteter. Certificeringen som kan tildeles hele EuroVelo-ruten eller mindre sektioner (mindst 300 km), gælder i 5 år, hvorefter godkendelsen skal fornys.
Den længste af EuroVelo-ruterne er EuroVelo 13, Jerntæpperuten, på 10.400 km, som løber langs grænsen, der i næsten 50 år delte Europa. Den korteste rute er EuroVelo 15, Rhône-cykelruten, på 1.115 km, som følger Rhône-floden fra den schweiziske bjerglandsby Andermatt ned til den franske middelhavskyst. Den seneste tilføjelse til rutenetværket er EuroVelo 19, Meuse-cykelruten, som blev officielt indviet den 8. marts 2019. Den over 1.100 km lange rute følger Meuse-floden snoede forløb fra Langres Plateauet i det nordlige Frankrig til udmundingen i Nordsøen i Nederlandene.

## EuroVelo-ruterne
Der er indtil videre i alt 16 EuroVelo-ruter, men som det fremgår af listen nedenfor, går nummereringen helt op til 19. Det skyldes, at EuroVelo-ruterne ligesom de danske nationalruter er nummereret så ulige numre gives til nord-syd gående ruter og lige numre til de vest-øst gående. Hver rute har desuden et tema.

### Nord - syd ruter
| #  | Navn                      | Strækning                              | Længde (km) |
| -- | ------------------------- | -------------------------------------- | ----------- |
| 1  | Atlanterhavskystruten     | Nordkap – Sagres                       | 8.186       |
| 3  | Pilgrimsruten             | Trondheim – Santiago de Compostela     | 5.122       |
| 5  | Via Romea Francigena      | London – Rom og Brindisi               | 3.900       |
| 7  | Solruten                  | Nordkap – Malta                        | 7.409       |
| 9  | Østersøen - Adriaterhavet | Gdansk – Pula                          | 1.930       |
| 11 | Østeuropa-ruten           | Nordkap – Athen                        | 5.984       |
| 13 | Jerntæpperuten            | Barentshavet – Sortehavet              | 10.400      |
| 15 | Rhinen-cykelruten         | Andermatt – Hoek van Holland           | 1.320       |
| 17 | Rhône-cykelruten          | Andermatt – Middelhavet                | 1.115       |
| 19 | Meuse-cykelruten          | Pouilly-en-Bassigny – Hoek van Holland | 1.152       |

### Vest - øst ruter
| # | Navn                       | Strækning                 | Længde (km) |
| - | -------------------------- | ------------------------- | ----------- |
| 2 | Hovedstadsruten            | Galway – Moscow           | 5.500       |
| 4 | Centraleuropæiske rute     | Roscoff – Kiev            | 4.000       |
| 6 | Atlanterhavet - Sortehavet | Nantes – Constanta        | 4.448       |
| 8 | Middelhavsruten            | Cádiz – Athens and Cyprus | 5.888       |

### Rundture
| #  | Navn                        | Længde (km) |
| -- | --------------------------- | ----------- |
| 10 | Østersøruten (Hansa-runden) | 7.980       |
| 12 | Nordsøruten                 | 5.932       |

## Historie
EuroVelo-projektet blev officielt lanceret i november 1997 på en international konference i Logrono i Spanien. Forud var dog gået et par års forberedelse, der havde et tydeligt dansk aftryk. Danmark var foregangsland i Europa med etableringen af det første netværk af nationale cykelrute i 1993. Det danske rutenetværk var en vigtig inspirationskilde ved skabelsen af EuroVelo. Jens Erik Larsen fra den danske forening Frie Fugle lavede således i 1994 det første udkast til EuroVelo-netværket og stod året efter i spidsen for det første møde i en arbejdsgruppe i ECF. Her lavede man det første kort med forslag til 12 EuroVelo-ruter, der med inspiration i Danmarks nationale cykelruter inkluderede både nord-syd og vest-øst gående ruter samt rundture.
I 2001 blev den første EuroVelo-rute indviet: Nordsøruten. Den omkring 5.900 km lange rute regnes for en rundtur, selvom det kræver nogle lange færgeoverfarter at forbinde de forskellige delstrækninger.
ECF overtog i 2007 det fulde ansvar for koordineringen af EuroVelo-projektet fra den danske forening Frie Fugle og den britiske ngo Sustrans. Kun ruter med officiel godkendelse fra ECF må kaldes for EuroVelo-ruter.

## EuroVelo i Danmark
- EuroVelo 3: Pilgrimsruten falder i Danmark sammen med Hærvejsruten (N3)
- EuroVelo 7: På den danske strækning af Solruten indgår primært nationalrute 9 (N9 Helsingør - Gedser)
- EuroVelo 10: Følger i Danmark Bornholm Rundt (N10) samt dele af Østersøruten (N8) og N9.
- EuroVelo 12: Nordsøruten udgøres i Danmark af Vestkystruten (N1) og det nordligste af Østkystruten (N5).